# فلورین اشنایدر
فلورین اشنایدر (آلمانی: Florian Schneider؛ ۷ آوریل ۱۹۴۷ – ۲۱ آوریل ۲۰۲۰) موسیقی‌دان اهل آلمان و از پایه‌گذاران گروه موسیقی الکترونیک کرافت‌ورک بود که از سال ۱۹۶۸ میلادی تا نوامبر ۲۰۰۸ همکاری‌اش با گروه را ادامه داد.
اشنایدر در ۲۱ آوریل ۲۰۲۰ مدت کوتاهی بعد از ابتلا به سرطان درگذشت.